# Richard B. Morris
Richard Brandon Morris (24 juillet 1904 – 3 mars 1989) est un historien américain surtout connu pour son travail de pionnier sur l'histoire juridique coloniale américaine et les débuts de l'histoire du travail américain. Il réoriente ensuite ses recherches vers l'histoire constitutionnelle, diplomatique et politique de la Révolution américaine et l'élaboration de la Constitution des États-Unis.

## Jeunesse
Richard Brandon Morris est né le 24 juillet 1904 à New York. Il fréquente le lycée du Townsend Harris Hall à New York. En 1924, il obtient un baccalauréat du City College. En 1925, il obtient une maîtrise de l'Université de Columbia et, en 1930, un doctorat en histoire à l'université avec Evarts Boutell Greene comme directeur de thèse. La thèse de Morris, publiée par Columbia University Press sous le titre Studies in the History of American Law, with Special Reference to the Seventeenth and Eighteenth Centuries (1930), définit toujours le programme de recherche des historiens travaillant sur les débuts du droit américain, même si à l'époque elle est critiquée par des praticiens de l'histoire du droit de la faculté de droit, notamment Julius Goebel, Jr. et Karl Llewellyn, tous deux alors membres du corps professoral de la Columbia Law School.

## Carrière
En 1927, Morris commence à enseigner l'histoire au City College de New York jusqu'en 1946, il est nommé à la faculté de l'Université de Columbia, après avoir publié Government and Labour in Early America (1946).
En 1949, Morris quitte le City College pour enseigner à l'Université de Columbia. Finalement, il devient professeur d'histoire Gouverneur Morris à Columbia (aucun lien de parenté), Richard B. Morris poursuit ses recherches et ses écrits pionniers.
Morris est en privé opposé aux Manifestations de l'université Columbia en 1968 et au programme des radicaux, mais ne fait aucune déclaration publique à ce sujet. Après que certains de ses livres aient été volés alors que son bureau était occupé pendant les manifestations, il cherche un emploi ailleurs, en vain.
En 1976, à la suite de la déception générale des chercheurs face au bicentenaire de la révolution américaine, Morris, alors président de la Société américaine d'histoire, s'associe à James MacGregor Burns, alors président de l'American Political Science Association, pour fonder le Projet '87. un effort commun pour marquer le bicentenaire de la Constitution américaine. Le Projet '87 réunit des historiens, des politologues et des juristes et réussit à faire du bicentenaire de la Constitution une occasion pour la publication d'une nouvelle étude historique et juridique révolutionnaire sur la Constitution et ses origines. La propre contribution de Morris au bicentenaire, et le point culminant de son travail d'historien, est The Forging of the Union, 1781-1789, son volume de 1987 pour la série New American Nation.

## Vie privée
En 1930, Morris épouse Bérénice Robinson ; ils ont deux fils, Jeffrey B. Morris, historien constitutionnel et juridique qui enseigne à la Touro Law School de New York, et Donald R. Morris, enseignant dans le Wyoming.
Morris est décédé à l'âge de 84 ans à New York d'un mélanome.

## Travaux
Henry Steele Commager (en), collègue de l'Université de Columbia, engagé Morris comme co-éditeur de la série influente New American Nation, une histoire collaborative des États-Unis publiée par Harper & Row. En 1966, il remporte le prix Bancroft d'histoire pour son livre sur la diplomatie de la Révolution américaine, The Peacemakers: The Great Powers and American Independence (1965). Ce projet, ainsi que l'acquisition par l'Université de Columbia des articles de John Jay, le conduisent dans l'une de ses entreprises scientifiques les plus productives. Deux volumes d'une édition inachevée en quatre volumes des articles inédits de John Jay suivent (1976, 1980), prenant la vie de Jay depuis sa naissance en 1745 jusqu'à son retour aux États-Unis en 1784 pour devenir secrétaire aux Affaires étrangères de la Confédération. Morris tire également de son travail sur Jay une série de conférences dans la série de conférences Gaspar G. Bacon à l'Université de Boston, qu'il publie en 1967 sous le titre John Jay, the Nation, and the Court, en se concentrant sur Jay en tant que nationaliste engagé dans son travail, en tant que diplomate et premier juge en chef des États-Unis. Les conférences Phelps de Morris à l'Université de New York aboutissent à son livre de 1966 , The American Revolution Reconsidered, qu'il fait suivre en 1970 de son The Emerging Nations and the American Revolution. En 1973, se préparant au bicentenaire imminent de la Révolution américaine, il publie Seven Who Shaped Our Destiny: The Founding Fathers as Revolutionaries, un recueil d'essais biographiques sur Benjamin Franklin, George Washington, John Adams, Thomas Jefferson, John Jay, James Madison., et Alexandre Hamilton.

## Publications
- Richard B. Morris, Studies in the Early History of American Law, With Special Reference to the Seventeenth and Eighteenth Centuries (1930, 1959)
- Richard B. Morris, Government and Labor in Early America (1946)
- Richard B. Morris, Encyclopedia of American History (1953 et éditions ultérieures)
- Richard B. Morris, The Peacemakers: The Great Powers and American Independence (1965)
- Richard B. Morris, The American Revolution Reconsidered (1966)
- Richard B. Morris, John Jay, the Nation, and the Court  (1967)[7]
- Richard B. Morris, Fair Trial: Fourteen Who Stood Accused, from Anne Hutchinson to Alger Hiss (1967)
- Richard B. Morris, The Emerging Nations and the American Revolution (1970)
- Richard B. Morris, Seven Who Shaped Our Destiny: The Founding Fathers as Revolutionaries (1973)
- Richard B. Morris, éd., John Jay: Unpublished Papers, 1743-1780 (1976)
- Richard B. Morris, « The American Revolution as an Anti-colonial War » dans Conspectus of History (1976)
- Richard B. Morris, éd. , John Jay: Unpublished Papers, 1780-1784 (1980)
- Richard B. Morris, Witnesses at the Creation: Hamilton, Madison, Jay and the Constitution (1985)
- Richard B. Morris, The Forging of the Union, 1781-1789 (1987)